# Joseph Jaquet

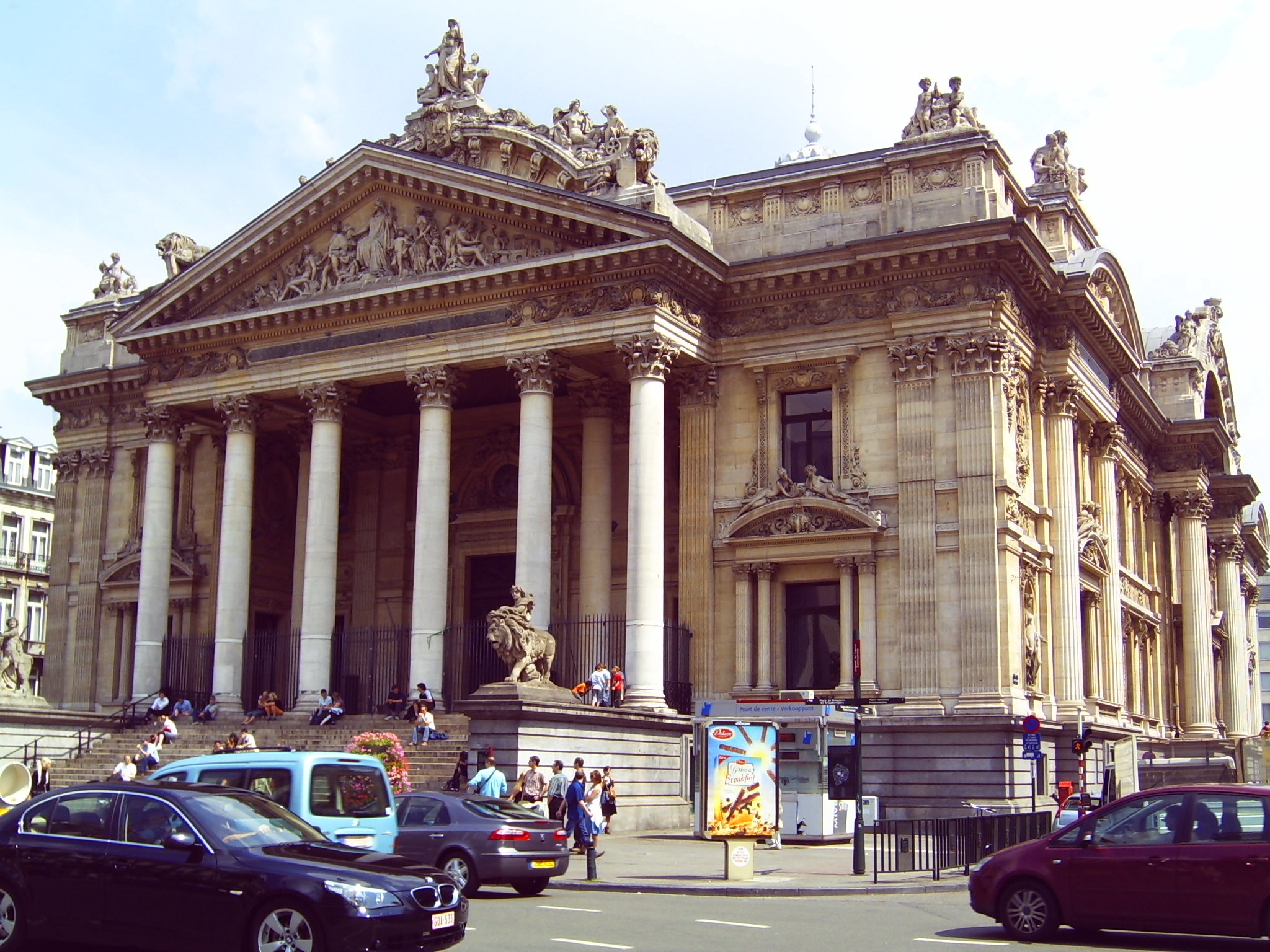
León en la entrada de la Bolsa de Bruselas, obra de Jaquet.

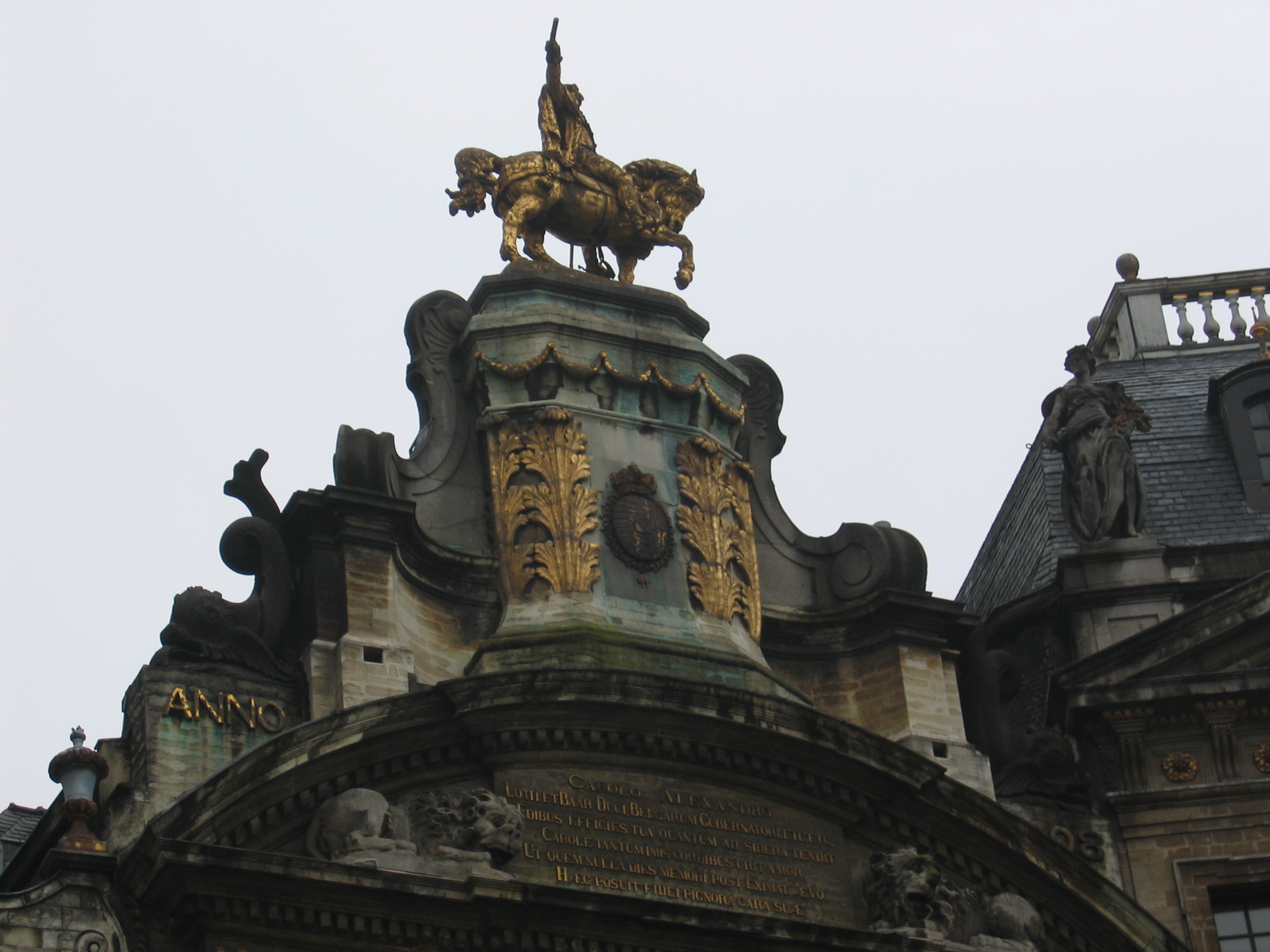
Estatua de Carlos Alejandro de Lorena, obra de Jaquet.

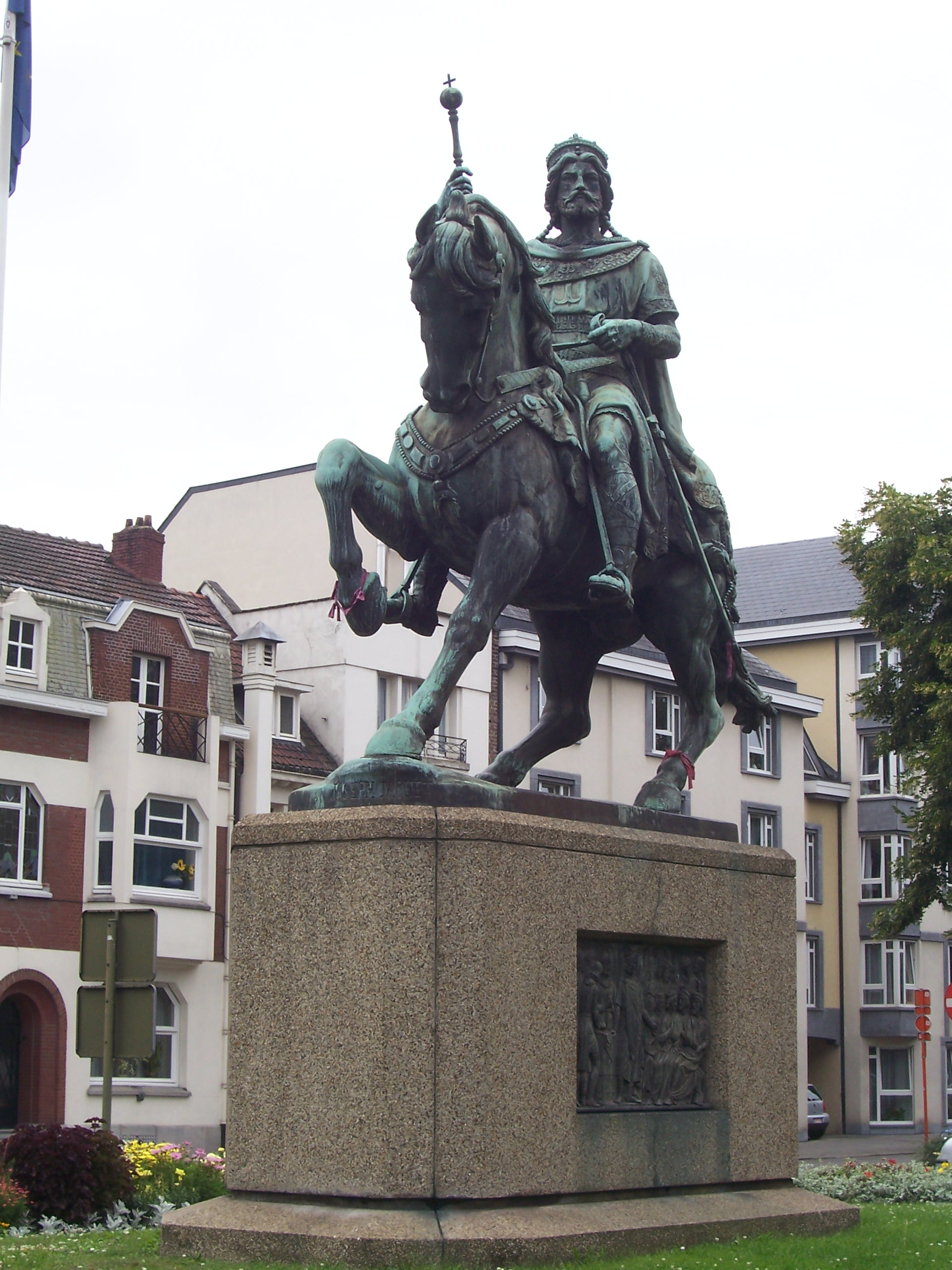
Estatua de Balduino I de Constantinopla, obra de Jaquet de 1868.

Joseph Jaquet fue un escultor belga, nacido el 30 de enero de 1832 en Amberes  y fallecido el  9 de junio de 1898 en Schaerbeek.

## Datos biográficos
Fue uno de los maestros de Charles Samuel.
La comune de Schaerbeek le dio su nombre a una calle (en francés Rue Joseph Jacquet.

## Obras

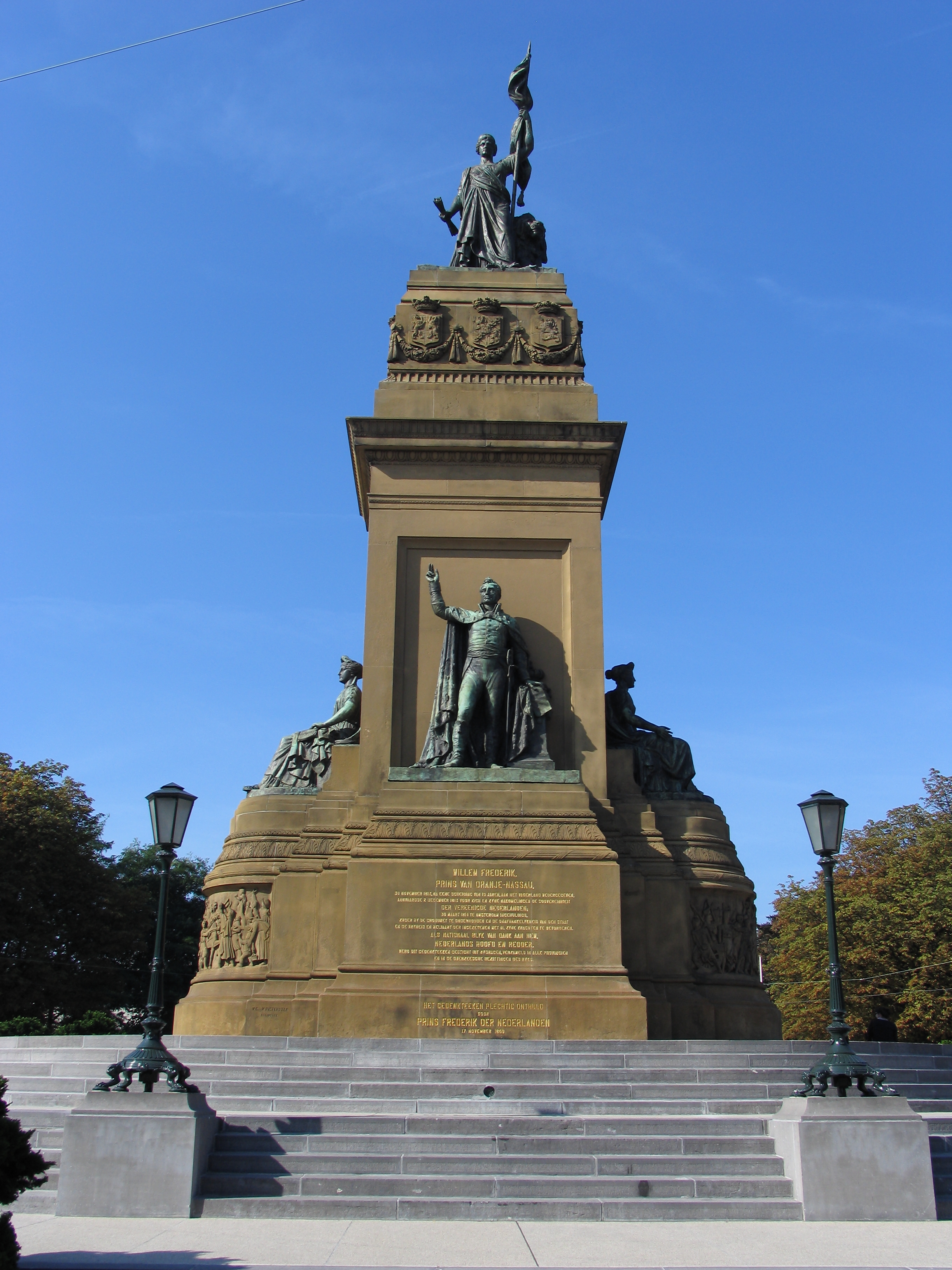
Monumento realizado por Jacquet en La Haya.
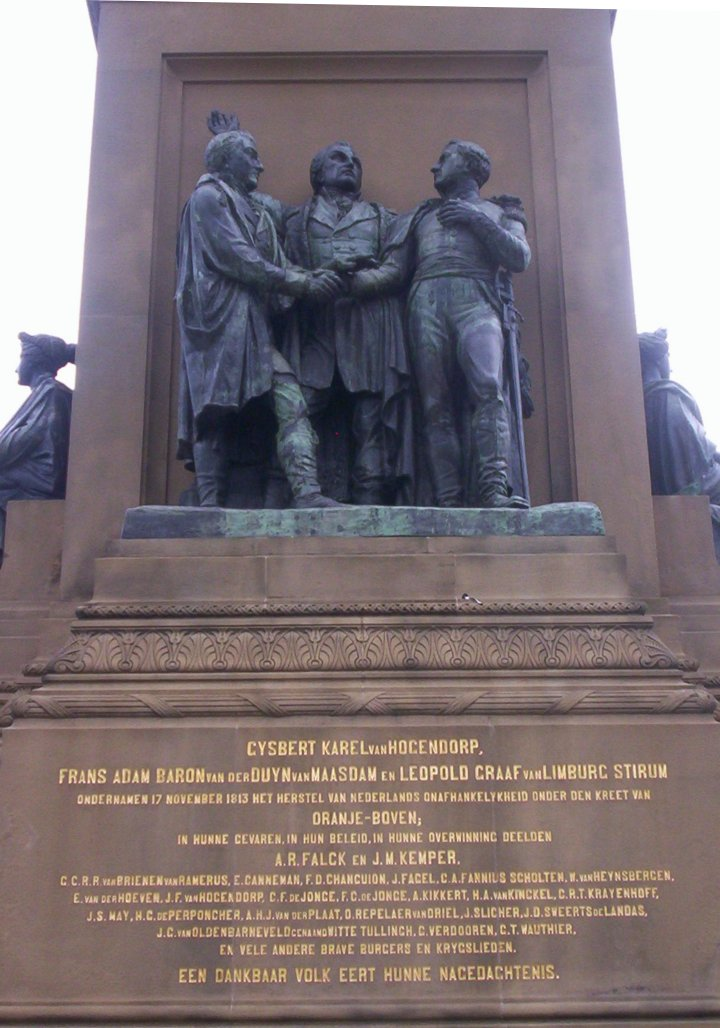
Detalle del grupo de la base, en el monumento de La Haya.